# Noize Suppressor

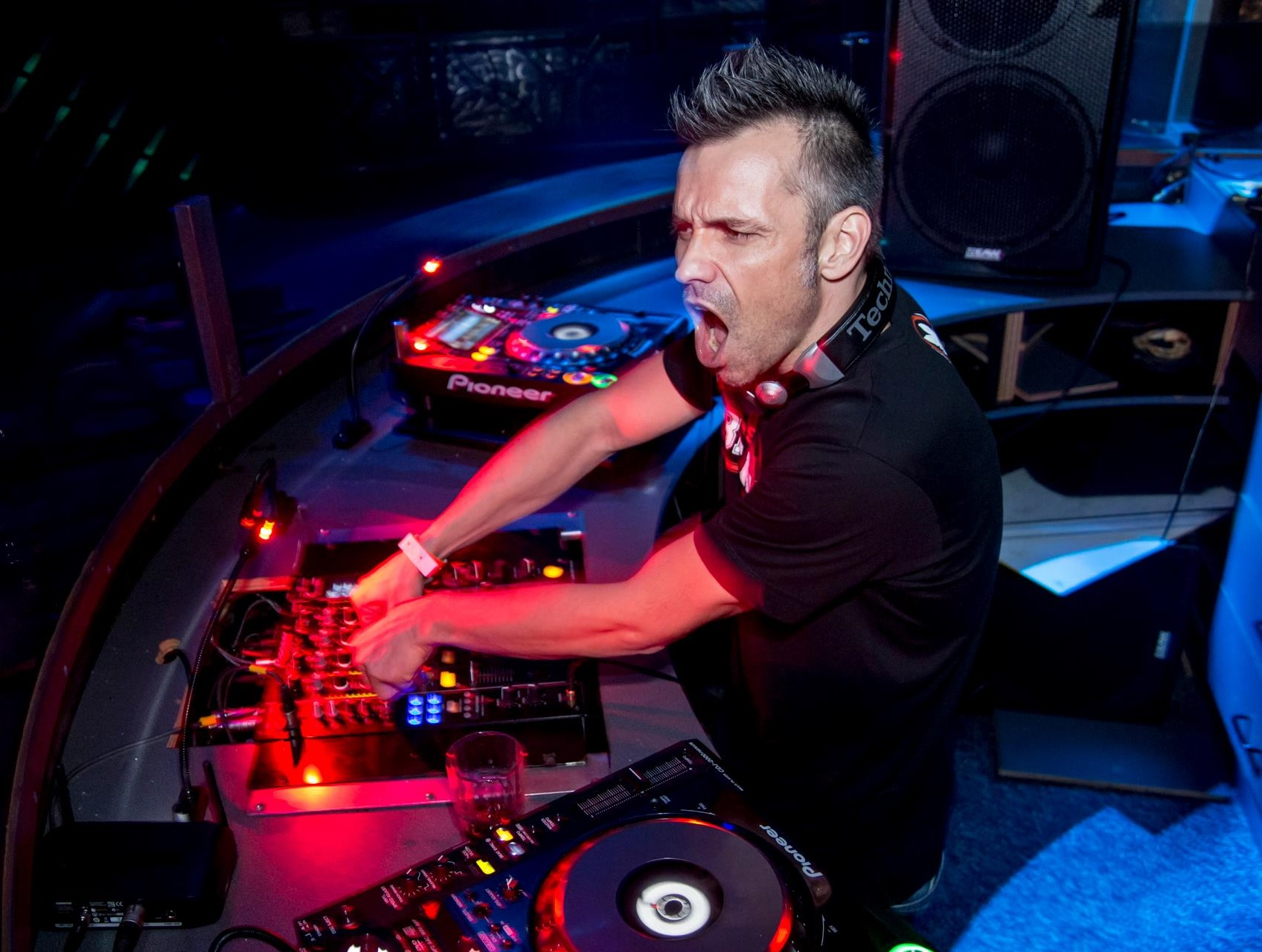
Alessandro "Noize Suppressor" Dilillo (2014)

Noize Suppressor (deutsch „Geräuscheunterdrücker“, bürgerlich  Alessandro Dilillo) ist ein italienischer Hardcore-Techno-DJ. Früher waren Noize Suppressor ein Duo, Alessandro Chiappini ist jedoch nicht mehr dabei. Sie begannen 1996 damit, Musik zu machen, indem sie ein Demotape an D-Boy Records schickten. Live trat Noize Suppressor u. a. auf der Syndicate, dem Toxicator oder der FreaQshow auf.

## Diskographie

### Alben
- 2001: The Album
- 2003: The Original N.S. Hardcore Style Album
- 2005: Hardcore Junky
- 2012: Circus of Hell
- 2016: Legacy of Noize

### Singles & EPs
- 1997: Noize Suppressor E.P.
- 1998: The Hardcore Sound Of Rome E.P.
- 1998: Placid K & Noize Suppressor – Fuckin' Hard
- 1999: Noize Gang E.P.
- 2000: Kiss
- 2001: Overdrive
- 2001: Mr. Enemy
- 2001: MC Rage Feat. Placid K, Noize Suppressor & Nitro – Outlaw / Ravecity
- 2001: Forgeman
- 2002: Movin' Quickly
- 2002: DJ Bike / Noize Suppressor – Bike's Drum / Redroom
- 2002: Noize Suppressor / Endymion / DJ Bike / DJ Nosferatu – D-Boy vs. Enzyme Part 1
- 2002: Bring Da Noize!
- 2004: Wash Machine
- 2005: Hardcore Junky
- 2005: Reanimation
- 2006: Noize Suppressor Ft. Instigator (2) – Take Control E.P.
- 2007: DJ Mad Dog & Noize Suppressor – Fire
- 2007: Era E.P.
- 2008: Chronicles E.P.
- 2009: Nobody Like's
- 2010: Indestructable
- 2012: Push-It
- 2012: Noize Suppressor vs. Mad Dog – Bassdrum Bitch

### Mixes
- 2009: Hardcore Junky '09

### Sonstige Veröffentlichungen
- 2009: Pole Position
- 2009: Nobody Like's
- 2009: Noize Suppressor featuring Da Mouth Of Madness – Still Want More
- 2009: Bone Crusher
- 2011: Pain Killer
- 2013: Music Makes Me High